# Vereinigung Junger Freiwilliger
Die Vereinigung Junger Freiwilliger e. V. (VJF) ist ein Berliner Verein, der Jugendcamps und soziale Projekte organisiert. Er wurde 1990 gegründet und hat seither über hundert Projekte realisiert und über 4.000 Jugendliche in Camps vermittelt.
Die Philosophie des Vereins ist die Verbreitung der Ideen der Freiwilligenbewegung sowohl auf nationaler als auch auf internationaler Ebene. Hierfür werden Projekte durchgeführt, bei denen sich junge Freiwillige treffen und bei denen nichtformale Bildung, Partizipation und interkulturelles Lernen vermittelt werden. Die Vereinigung hat ihren Sitz in Berlin.
VJF ist Mitglied der Trägerkonferenz der internationalen Jugendgemeinschafts- und Jugendsozialdienste. International hat die VJF derzeit die Präsidentschaft der Alliance of European Voluntary Service Organisations inne. Sie  ist Mitglied des Coordination Committees of International Voluntary Service Organisations (CCIVS).

## Workcamps
Die VJF organisiert jährlich etwa 30 bis 40 internationale  Workcamps in den neuen Bundesländern, darunter in der Mahn- und Gedenkstätte Ravensbrück. und bietet die Vermittlung in Internationale Jugendcamps  in über 70 Ländern der Erde an. Andere Projekte finden sich in der Nutzbarmachung des ehemaligen Mauerstreifens, in Naturparks in Deutschland etwa auf Rügen oder in Brandenburg sowie in verschiedenen Behindertenprojekten. Internationale Projekte rangieren vom Trail work im Grand Canyon über den Bau von Schulen in Burkina Faso oder Arbeiten am Jakobsweg in den Pyrenäen.
Die meist zweiwöchigen Projekte in Bereichen wie Umwelt, Kunst, Kultur oder Geschichte werden meist von jeweils etwa 15 internationalen Teilnehmern realisiert, wobei oft die Hälfte aus dem Gastland stammt. Die Teilnehmer werden nicht für ihre Arbeit bezahlt, aber erhalten Unterkunft und Verpflegung. Sinn und Zweck eines Workcamps ist es, seine eigene Arbeitskraft einzusetzen, um die Welt in einigen Wochen ein Stückchen besser und auf Probleme in der Gesellschaft aufmerksam zu machen.

## Europäischer Freiwilligendienst (EVS)
Die VJF ist eine von der Europäischen Kommission akkreditierte Organisation des  Europäischen Freiwilligendienstes (EVS). Der Europäische Freiwilligendienst ist ein Programm der Europäischen Union, mit dem der Jugendaustausch in langfristigen Projekten innerhalb der EU-Mitgliedsländer und zwischen EU-Ländern und Drittländern gefördert wird.
Der Europäische Freiwilligendienst stellt keinen Ersatz für den Wehrdienst oder den Zivildienst dar. Einzige Bedingung für den Europäischen Freiwilligendienst ist, dass man als Teilnehmer zwischen 18 und 30 Jahren alt ist und in einem zum Programm zugelassenen Land seinen ständigen Wohnsitz hat. Nationalität, Bildungsniveau oder soziale Herkunft spielen keine Rolle. Die Dauer des EVS beträgt sechs bis zwölf Monate.
Mehr als 80.000 Jugendliche haben bereits an EVS Projekten teilgenommen. Die Projekte reichen von der Mitorganisation der Arctic Winter Games in Grönland, Jugendarbeit in Tunesien bis zur Arbeit mit Behinderten in Italien.

## Freiwilliges ökologisches Jahr
Die VJF betreut darüber hinaus jedes Jahr mehr als 60 Jugendliche im Rahmen des freiwilligen ökologischen Jahres (FÖJ). Die VJF zählte 1991 zu den ersten Trägern des FÖJ in den neuen Bundesländern und betreut Jugendliche im Alter von 16 bis 26 Jahren. Ein FÖJ eröffnet diesen die Chance, ein Jahr lang mit ihrer Arbeit einen praktischen Beitrag zum Umweltschutz zu leisten, eine Wartezeit sinnvoll zu überbrücken und sich beruflich zu orientieren.

## Projekt- und Begegnungsstätte
In der  Projekt- und Begegnungsstätte des Vereins in Berlin-Köpenick direkt am Ufer des Langen Sees veranstaltet die Vereinigung Junger Freiwilliger Seminare und Trainings. Hier findet nicht nur die Vorbereitung von Campleitern und -teilnehmern statt, sondern auch internationale Veranstaltungen zur Vermittlung von Methodenkompetenz und zur Persönlichkeitsentwicklung. Außerdem haben Schulklassen und andere Gruppen die Möglichkeit, ganzjährig Unterkunft und Erholung in Berlins grünem Süden zu finden.